# 롤프 막시밀리안 시베르트

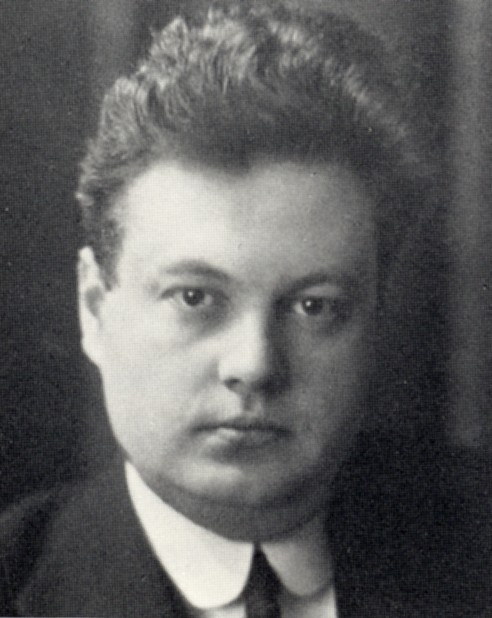
롤프 막시밀리안 시베르트

롤프 막시밀리안 시베르트(스웨덴어: Rolf Maximilian Sievert, 1896년 5월 6일 ~ 1966년 10월 3일)는 스웨덴의 물리학자로, 이온화 방사선 연구에 기여했다. 선량당량을 나타내는 단위인 시버트는 그의 이름에서 따왔다.